# Suka Damai (Tanjung Lago)
Suka Damai is een bestuurslaag in het regentschap Banyuasin van de provincie Zuid-Sumatra, Indonesië. Suka Damai telt 3343 inwoners (volkstelling 2010).